# Thomas Dyer Seeley

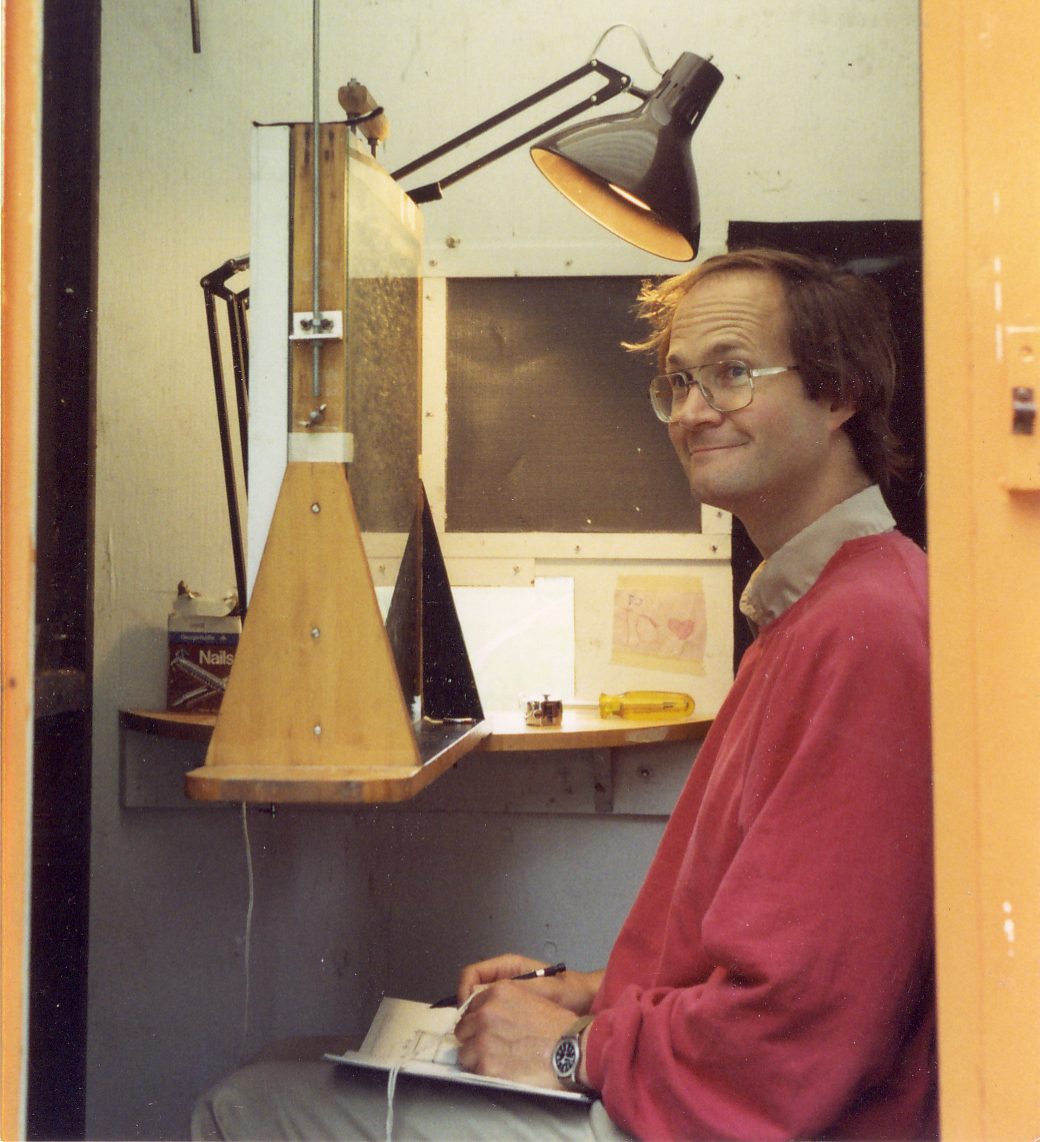
Thomas Dyer Seeley, 2022

Thomas Dyer Seeley (* 17. Juni 1952) ist ein US-amerikanischer Verhaltensbiologe, Imker und Hochschullehrer an der Cornell University.

## Leben
Seeley wuchs in Ithaca auf. Am Dartmouth College erwarb er 1974 einen Bachelor in Chemie. 1978 promovierte Seeley bei Edward O. Wilson und Bert Hölldobler an der Harvard University. 1992 wurde Seeley an der Cornell University zum Professor ernannt. 1993–1994 war er Visiting Fellow am Institute for Advanced Study, Berlin. 2001–2004 war er mit dem Forschungspreis der Alexander von Humboldt-Stiftung Gastprofessor an der Universität Würzburg. 2001 wurde er in die American Academy of Arts and Sciences gewählt. An der Cornell University war Seeley 2005-08 und 2013-14 Leiter des Department of Neurobiology and Behavior. Seit 2014 ist er an der Cornell University Horace White Professor in Biologie. Im Jahr 2019 wurde Thomas D. Seeley in der Sektion Organismische und Evolutionäre Biologie als Mitglied in die Nationale Akademie der Wissenschaften Leopoldina aufgenommen. Er ist seit 2017 Fellow der American Association for the Advancement of Science.

## Wissenschaftliche Leistung
Seeleys Forschungsschwerpunkt lag auf der Erkundung der Nistplatzsuche der Honigbienen. Bereits in seiner Dissertation behandelte er 1975-78 das Thema, wofür er so viel Deutsch lernte, dass er die wissenschaftlichen Arbeiten von Martin Lindauer, der die Kundschafterbienen entdeckt hatte, übersetzen konnte. Seeley untersuchte empirisch während seiner Dissertation auf Appledore Island, einer kleinen Atlantikinsel im Süden des Bundesstaats Maine, nach welchen Kriterien Bienenschwärme eine Behausung akzeptieren oder nicht akzeptieren. Er fand zehn verschiedene Kriterien dafür. Fünfzehn Jahre lang, von 1980 bis 1995 ging er der Frage nach, wie die Bienen in einem Stock beim Sammeln der Nahrung als einheitliches Ganzes funktionieren und wie sie sich klug auf die verschiedenen Blütenpflanzen in einer sich ständig ändernden Landschaft von Blumenflecken verteilen. Seine Erkenntnisse hierüber flossen in sein Buch Honigbienen: Im Mikrokosmos des Bienenstocks ein. 1995 griff Seeley das Thema Nistplatzsuche erneut auf. Dabei setzte er wieder auf Überlegungen Lindauers von 1951/52 zum Tanz der Bienen auf dem Schwarm auf und führte diese weiter. Er beschrieb das Entscheidungsverhalten des Bienenschwarms umfassend. Nach seiner Erkenntnis kommt im Schwarm ein Schwellenwerteffekt oder Quorum zustande. Wenn dieses Quorum überschritten wird, bricht der Schwarm von seiner vorübergehenden Zwischenstation zu seinem Ziel, dem neuen Zuhause auf. Das Quorumsprinzip ist nach Seeley eine optimale demokratische Entscheidung, die durch einige wenige Kundschafterbienen dem Schwarm durch Tänze vorgeschlagen und in einem mehrstufigen Prozess von diesem angenommen wird. Seeley ist somit einer der Hauptvertreter der Schwarmintelligenz.

## Publikationen
- Honeybee Ecology: A Study of Adaptation in Social Life.  Princeton University Press, Princeton. 1985.
- Honigbienen: im Mikrokosmos des Bienenstocks, Basel/Boston/Berlin, Birkhäuser 1997, ISBN 3-7643-5606-5. Original: The wisdom of the hive. The social psychology of honey bee colonies. Harvard University Press, Cambridge MA u. a. 1995, ISBN 0-674-95376-2.
- Bienendemokratie. wie Bienen kollektiv entscheiden und was wir davon lernen können, Original: Honeybee democracy, Fischer, Frankfurt am Main 2014, ISBN 978-3-10-075138-6. Original: "Honeybee Democracy".  Princeton University Press, Princeton. 2010.
- Following the Wild Bees: The Craft and Science of Bee Hunting. Princeton University Press, Princeton. 2016. (dt. 2017)
- Lives of Bees: The Untold Story of the Honey Bee in the Wild. Princeton University Press. Princeton 2019. ISBN 978-0-691-16676-6.
  - Deutsch: Das Leben wilder Bienen. Wie Honigbienen in der Natur überleben, Ulmer, Stuttgart 2021,  ISBN 978-3-8186-1335-8)

## Auszeichnungen
Seeley erhielt zahlreiche internationale Auszeichnungen.
- 1997: Benennung der Biene Neocorynurella seeleyi[6]
- 2001: Humboldt-Forschungspreis der Alexander von Humboldt-Stiftung[7]